# Sant'Agnese del Collegio Capranica

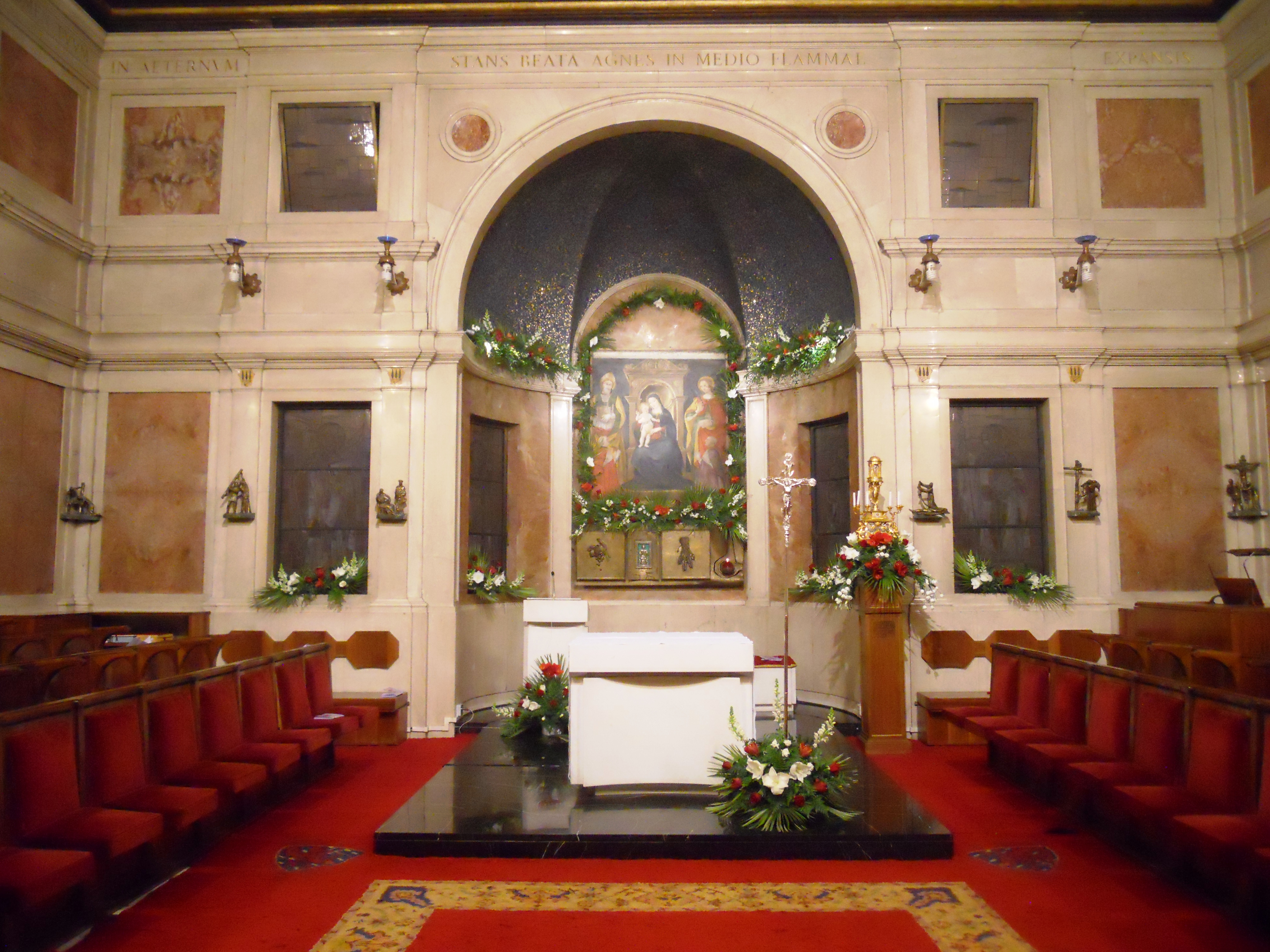
Vista do altar-mor da capela com a imagem de Antoniazzo Romano no fundo

Sant'Agnese del Collegio Capranica, cujo nome oficial é Cappella di Sant'Agnese presso l'Almo Collegio Capranica, é a capela privada do Almo Collegio Capranica, localizada na Piazza Capranica, no rione Colonna de Roma. A estrutura é do século XV, mas o interior é de meados do século XX ou posterior. Sua igreja paroquial, Santa Maria in Aquiro, fica na mesma praça. É dedicada a Santa Inês.

## História
Esta capela pertence a um seminário fundado em 1457 pelo cardeal Domenico Capranica e que ficava instalado em sua residência familiar, o Palazzo Capranica, em 1478. Esta iniciativa pessoal tinha por objetivo prover educação para sacerdotes dos romanos nativos que eram muito pobres para pagar por ela pessoalmente e que não tinham patrocinadores. Uma instituição que abrigava candidatos ao sacerdócio vivendo e sendo ensinados em conjunto, em um local específico, era uma inovação que foi recebida com grande entusiasmo pela Igreja nos dois séculos seguintes, dando origem ao familiar sistema moderno de seminários.

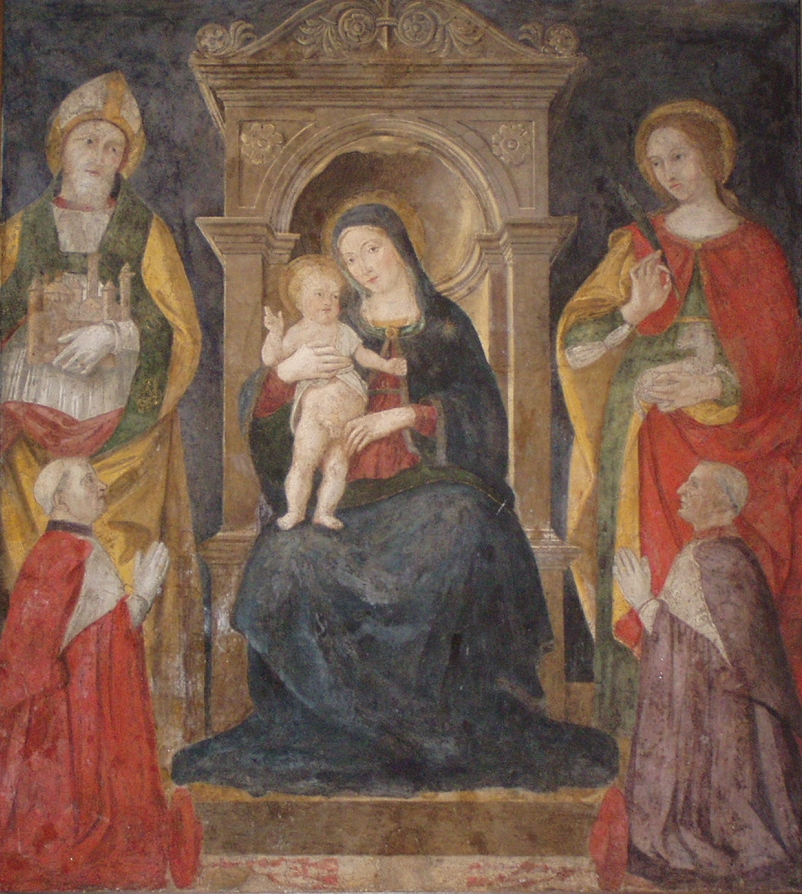
Detalhe do afresco de Antoniazzo Romano

No Concílio de Trento (1545-1563) foi determinado que os seminários seriam uma responsabilidade das dioceses, mas o Almo Collegio sobreviveu como uma instituição separada por séculos sem ser obrigado a se submeter ao grande seminário do vicariato em Roma em Madonna della Fiducia in Laterano. O antiquíssimo edifício foi completamente restaurado na década de 1950 e a capela foi praticamente destruída e reconstruída no processo. A obra foi completada em 1954 e resultou num interior vagamente neorrenascentista.
A capela, que fica do lado norte do complexo, foi dedicada a Santa Inês porque tradicionalmente se acredita que a casa da santa ficava no local.

## Descrição
A aparência exterior do palácio é medieval e a capela não tem nenhuma identidade própria, estando completamente incorporada a ele. O espaço devocional é retangular com uma pequena abside semicircular com uma concha (ou semicúpula). As paredes da nave são todas brancas e estão divididas horizontalmente por uma cornija que corre por toda a volta da igreja partindo da arquivolta do arco triunfal da abside. As paredes laterais e do fundo estão divididos em zonas retangulares verticais por pilastras vagamente toscanas dóricas com postes acima delas na cornija e com cada zona abrigando um tablete de mármore amarelo emoldurado. 

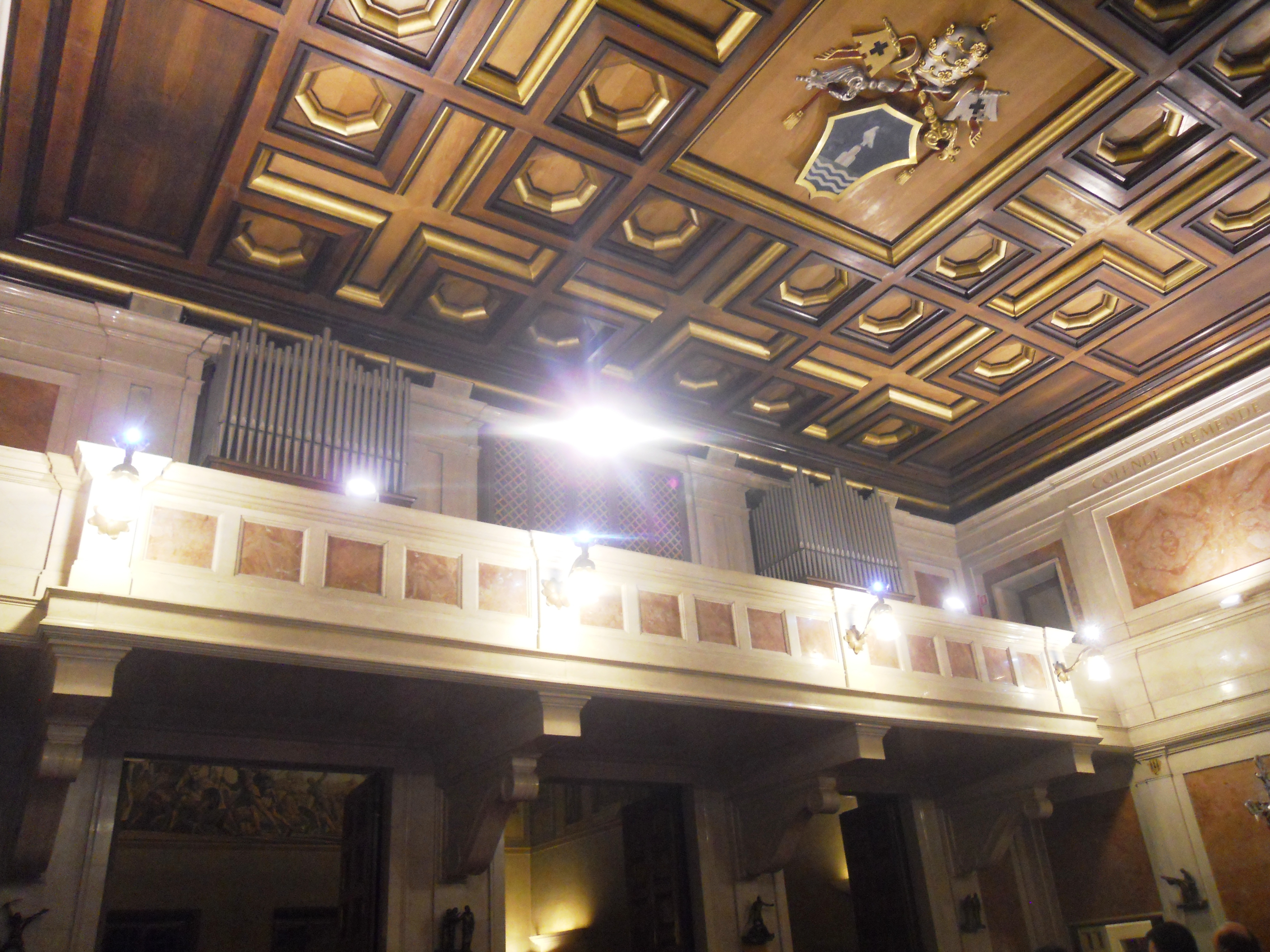
Vista da cantoria com o órgão na contrafachada e de parte do teto em caixotões

De maneira similar, as paredes acima tem zonas retangulares horizontais com tabletes nas paredes laterais e quadrados no fundo — dois de cada lado do arco triunfal. As pilastras que separam estas zonas são cegas (sem capitel), sustentando um entablamento que, por sua vez, sustenta um teto plano de madeira com caixotões. Este trabalho é de grande qualidade, utilizando madeiras de variados tons. Os caixotões são ou quadrados com hexágonos dentro ou no formato de grandes cruzes. Um grande caixotão central abriga um brasão do papa Pio XII de madeira esculpido em relevo. Há quatro janelas com vitrais dos quatro doutores latinos: Santo Agostinho, São Gregório Magno, São Jerônimo e Santo Ambrósio.
Uma galeria suspensa (cantoria) com o órgão, apoiado em corbéis, ocupa toda a largura da contrafachada acima da entrada. Ela tem uma balaustrada sólida com uma fileira de tabletes quadrados de mármore amarelo no mesmo estilo das paredes. Este órgão foi construído pelos Mascioni em 1953 e restaurado por eles em 2013.
No final da década de 1960, o altar-mor foi removido da abside e substituído por um outro de mármore branco na nave numa plataforma de mármore negro e com um frente lisa ligeiramente curva. O sacrário permaneceu na abside. A concha (ou semicúpula) acima dele abriga um mosaico azul escuro e está dividida em três setores. De forma pouco usual, o setor central é recuado sob a arquivolta de um recesso arqueado contendo o sacrário, sob o qual está um afresco da "Virgem e o Menino com Santa Inês e São Brás" (esta última atribuição é incerta) de Antoniazzo Romano (1451).
As enjuntas do arco triunfal abrigam um par de tondos moldados circundando mais mármore amarelo.